# Сватання на Гончарівці (фільм)
«Сва́тання на Гончарі́вці» — український радянський чорно-білий телевізійний фільм-спектакль режисера Ігоря Земгано, відзнятий у 1958 році на Київській кіностудії імені Олександра Довженка. Музична кінокомедія за мотивами класики українського театру — однойменною п'єсою Григорія Квітки-Основ'яненка із ліричною музикою майстра української оперети Кирила Стеценка.
Народні звичаї, велика кількість народних пісень допомагають глядачеві зробити веселу подорож у минуле.

## Сюжет
Красуню Уляну хочуть віддати за дурника Стецька, сина заможного селянина, але її серце належить кріпакові Олексію. Проте втручання колишнього солдата Скорика, хитрого й бувалого родича закоханого, допомагає збутися мріям Уляни.

## У ролях
- Микита Ільченко — Прокіп Шкурат
- Нонна Копержинська — Одарка
- Алла Ролик — Уляна
- Ігор Жилін — Олексій
- Михайло Крамар — Стецько
- Микола Пішванов — Павло Кандзюба
- Андрій Сова — Тиміш
- Олександр Райданов — Осип Скорик

## Знімальна група
- Режисер та сценарист: Ігор Земгало
- Оператор: Віталій Філіппов
- Художник по декораціях: Олександр Кудря
- Художник по костюмах: Ніна Туміна
- Композитор: Кирило Стеценко
- Звукооператор: Георгій Салов
- Редактор: Надія Орлова
- Монтажер: Варвара Бондіна
- Державний симфонічний оркестр Української РСР, диригент Петро Поляков
- Директор картини: С. Бабанов

## Цікаві факти
На головному уборі відставного солдата Йосипа Скорика цифри 35 означають що він служив в 35-му піхотному Брянському полку.